# Camillo Sabatini
Camillo Sabatini (Roma, 1914 – Roma, 10 settembre 1943) è stato un militare e partigiano italiano, medaglia d'oro al valor militare alla memoria.

## Biografia
Capitano di cavalleria, al momento dell'armistizio era al comando del 5º Squadrone semoventi da 47/32 del Reggimento "Lancieri di Montebello", della Divisione corazzata "Ariete", di stanza a Roma. Con il suo reparto, il capitano Sabatini prese parte alla difesa della Capitale, distinguendosi nella conquista, alle porte di Roma, di un caposaldo tedesco tenuto da paracadutisti superiori per numero e per armamento.
Il 5º Squadrone riuscì a tenere per un'intera giornata il caposaldo espugnato, poi dovette ripiegare sulla via Ostiense sino a Porta San Paolo, ultima linea stabilita per la difesa di Roma. Di qui Sabatini - come ricorda la motivazione della Medaglia al valore - "[...] guidava in disperato attacco i suoi semoventi contro soverchiante nemico, rinnovando in una carica suprema i fasti della antica cavalleria. Ferito, rimaneva al suo posto rincuorando i suoi lancieri, quindi stoicamente spirava con la fierezza del dovere compiuto offrendo la vita in olocausto alla Patria [...]"